# Обыкновенный сомик-нижнерот
Обыкновенный сомик-нижнерот (лат. Hypostomus plecostomus) — вид лучепёрых рыб из семейства кольчужных сомов, обитающий в Южной Америке.

## Описание
Общая длина достигает 50 см (в аквариуме — до 30 см). Голова большая, зачастую увеличивается с возрастом. Глаза маленькие, высоко посажены на голове. На глазах есть мембрана, похожая на диафрагму микроскопа или фотоаппарата, которая позволяет контролировать уровень освещения глаза — днём закрывает почти весь глаз, а ночью постепенно раскрывается. Туловище удлинённое, покрыто 4 рядами костных пластин. Нижняя часть и брюхо лишены пластинок. Первый луч спинного и грудных плавников с острыми шипиками. Спинной, грудные и хвостовой плавники хорошо развиты. Спинной плавник высокий, длинный (из 1 жёсткого и 7 мягких лучей). Анальный плавник состоит из 1 жёсткого и 3-5 мягких лучей. Хвостовой плавник месяцеобразный, нижняя лопасть длиннее.
Окраска серо-коричневая или коричневая с зеленоватым оттенком. Туловище покрыто узором, который состоит из тёмных пятен и полос. Есть альбиносная и пятнистая формы. Самцы ярче самок.

## Образ жизни
Это донная рыба. Пуглива, при испуге закапывается в грунт. Днём прячется под корягами или в пещерках, активна в сумерках и ночью. Значительное время может проводить, передвигаясь на плавниках между растениями и укрытиями. Питается преимущественно водорослевыми обрастаниями (60 %), а также мелкими ракообразными. Также едят остатки древесины, которая необходима этой рыбе для лучшего пищеварения.
Продолжительность жизни составляет 12 лет.

## Размножение
Половая зрелость наступает в 3 года. Самка откладывает икру в различных укрытиях, в частности пещерах и углублениях. Самец охраняет кладку, а затем заботится о мальках. Растёт молодь быстро.

## Распространение
Обитает в бассейне реки Амазонка, а также реках Гайяны, Суринама, Французской Гвианы и острова Тринидад. Культивируется в прудах Гонконга и Сингапура.

## Содержание в аквариумах
Для содержания нужен большой аквариум от 200 л. Активны ночью, совместимы с любыми миролюбивыми рыбами, которые держатся в средних и верхних слоях воды. Основу рациона должны составлять растительные корма или их заменители. Параметры воды — температура 22-26 °C, рН около 7, жёсткость до 20°.